# Ньюгати пайаудвар (станция метро)
Ньюгати-Пайаудвар (венг. Nyugati pályaudvar — Западный вокзал) — станция Будапештского метрополитена на линии M3 (синей).
Открыта 30 декабря 1981 года в составе участка Деак Ференц тер — Лехель тер. С 1981 по 1990 год называлась Маркс тер (Marx tér, Площадь Маркса).
Станция расположена на пересечении двух ключевых магистралей центральной части Пешта: большого полукольца бульваров (Nagykörút) от моста Петёфи до моста Маргит и магистрали, ведущей в северном направлении по левому берегу Дуная, которую составляют проспект Байчи-Жилински (Bajcsy-Zsilinszky út) и его продолжение проспект Ваци (Váci út). Со станции есть выход к вокзалу Ньюгати (западному), одному из трёх основных железнодорожных вокзалов Будапешта.
Станция глубокого заложения, глубина 26 м. На станции одна островная платформа. Ньюгати-Пайаудвар — одна из самых загруженных станций Будапештского метрополитена, так как выполняет функцию пересадочного узла на поезда, отправляющиеся с Западного вокзала и на целый ряд маршрутов наземного пассажирского транспорта.